# Siolmatra pentaphylla
Siolmatra pentaphylla är en gurkväxtart som beskrevs av Hermann August Theodor Harms. Siolmatra pentaphylla ingår i släktet Siolmatra och familjen gurkväxter. Inga underarter finns listade i Catalogue of Life.